# 中村優也
中村 優也（なかむら ゆうや、1990年5月4日 - ）は、日本の男性プロボクサー。
大阪府出身。トップスタープロモーション所属（JBC非所属）。日本のボクシング協会に属さないアジアを中心とする海外を主戦場として闘う日本人フリーランスボクサー。

## 略歴・人物
小学校時代に極真空手を習いはじめ、中学ではラグビー部にも所属していた。中学校時代、K-1の魔裟斗に憧れ、魔裟斗がボクシングトレーニングをしていると聞き、将来のK－1のためにと高校でボクシング部のあるところを探した。その後、WBA世界スーパーフライ級王者の名城信男らを生み出した名門、奈良県立奈良工業高等学校に入学。奈良工時代には、インターハイ予選でWBC世界ライトフライ級王者の拳四朗に勝利したこともある。大学は大阪商業大学へ進学するが1年で中退。その後、日本プロボクシング協会加盟のジムには入らずアマチュアジムでボクシングを続けた。
日本では「クラブ制度」が主体となっているが、「マネージャー制度」が主体の外国では、マッチメイク、マネージメント、指導を担当するスタッフらが一か所にまとまっているとは限らず、ボクサー自身が必要な人材を選んで、個々に契約を結ぶことが多い。中村もこうしたスタンスを取りたいとして、フィリピンの選手ライセンスを取得。練習場所は国内でもあくまで自分の都合で選び、マッチメイクはFacebookなどのSNSを軸に中村自身で行なっている。フリーランスであることについて「メリットはファイトマネーの手取り率がセルフの分だけ高くなること。デメリットは、自分をプロモートする力がないと何もできないこと」と述べている。
2019年2月9日、フィリピン・マニラ郊外にて当時井上尚弥の対抗王者とも言われていた、WBA世界暫定王者レイマート・ガバリョ戦。中村はJBCライセンスを持たないフリーランスの選手として初めてメジャー団体の世界王者と戦ったが結果は2RTKO負け。試合後レイマート・ガバリョは戦績を21戦全勝18KOに伸ばした。
『Mr.フリーランス』と呼ばれており、2019年6月に自身が立ち上げたトップスタープロモーションの自主興行も大阪にて行なっている。
元フィリピンルソン島フライ級王者。元WBCアジアバンタム級王者。タイ国バンタム級王者。その他多くのマイナータイトルを獲得。試合中の挑発行為やファイトスタイルから、フィリピンでついた異名はTHE PROBLEM「問題児」である。
2019年、AbemaTVの3周年企画「那須川天心にボクシングで勝ったら1000万円」の挑戦者に名乗りを上げる。その後、トーナメント出場者が発表されたが、中村は代表漏れ。オーディションで約10キロの体重差がある元WBA世界スーパーフライ級王者テーパリット・ゴーキャットジムとのスパーリングを課せられたあげく、なんの連絡もないまま落選となったことに疑問を持つ。また、フリーランスボクサーの挑戦を終わりにしたくないとして、総合格闘技イベント「RIZIN」など、ボクシングルールでの試合が可能なリングでの那須川天心戦実現を訴えていく考えだという。
プレーヤーだけではなく、プロモーター、マネージャー、トレーナーとしても活動している。
現在はRISEバンタム級王者鈴木真彦のトレーナーをしている。

## 戦績
- 27戦19勝（13KO）6敗2分

| 戦           | 日付           | 勝敗 | 時間    | 内容    | 対戦相手                         | 国籍              | 備考                                              |
| ------------ | -------------- | ---- | ------- | ------- | -------------------------------- | ----------------- | ------------------------------------------------- |
| 1            | 2012年4月21日  | ★    | 6R      | 判定0-3 | 韋憲銭                           | 中国              |                                                   |
| 2            | 2013年2月15日  | ☆    | 1R      | KO      | 渡邉大将                         | 日本              |                                                   |
| 3            | 2013年3月17日  | ☆    | 4R      | 判定3-0 | 北川孝明                         | 日本              |                                                   |
| 4            | 2013年11月10日 | ☆    | 4R      | 判定3-0 | 高橋ひろき                       | 日本 （大阪天神） |                                                   |
| 5            | 2014年5月4日   | ☆    | 5R      | TKO     | ベンジー・バルトロメ             | フィリピン        | ルソン島フライ級王座決定戦                        |
| 6            | 2014年11月30日 | ☆    | 2R      | KO      | ロクマド・サントソ               | インドネシア      | WBCアジアバンタム級王座決定戦                     |
| 7            | 2015年2月8日   | ☆    | 1R      | KO      | チャナチャイ・ソーシアムチャイ   | タイ              |                                                   |
| 8            | 2015年8月30日  | ★    | 6R      | 判定1-2 | 小林健太郎                       | 日本 （益羅）     |                                                   |
| 9            | 2015年10月31日 | ☆    | 6R      | 判定2-0 | 徐多元                           | 韓国              |                                                   |
| 10           | 2016年7月9日   | ☆    | 4R      | 判定3-0 | 馮飛龍                           | 中国              |                                                   |
| 11           | 2016年10月22日 | ☆    | 2R      | KO      | アフリザル・タンボレシ           | インドネシア      | WBFアジアスーパーフライ級王座決定戦               |
| 12           | 2017年8月27日  | ☆    | 4R 終了 | TKO     | オスカー・レクナファ             | インドネシア      | ABFアジアバンタム級王座決定戦                     |
| 13           | 2017年9月30日  | ☆    | 1R      | KO      | ソーンラム・ソパクル             | タイ              |                                                   |
| 14           | 2017年11月5日  | △    | 1R      | 負傷    | 越智大輔                         | 日本              |                                                   |
| 15           | 2018年2月3日   | ☆    | 6R      | KO      | ペッチナムチャイ・ソークラウォン | タイ              | PATタイ国インターナショナルバンタム級王座決定戦   |
| 16           | 2018年4月1日   | ☆    | 1R      | TKO     | 山口亮                           | 日本              |                                                   |
| 17           | 2018年4月27日  | ☆    | 6R      | 判定3-0 | クンジャメス・ソーバンクル       | タイ              |                                                   |
| 18           | 2018年7月8日   | ☆    | 3R      | KO      | ポンパシン・チャレルド           | タイ              |                                                   |
| 19           | 2018年8月17日  | ★    | 1R      | TKO     | チャンチャイ・ウォーアウト       | タイ              |                                                   |
| 20           | 2018年9月23日  | ☆    | 2R      | KO      | セーンタノン・ワンソンチャイジム | タイ              |                                                   |
| 21           | 2018年12月15日 | △    | 6R      | 判定1-0 | 余友古                           | 中国              |                                                   |
| 22           | 2019年2月9日   | ★    | 2R      | TKO     | レイマート・ガバリョ             | フィリピン        |                                                   |
| 23           | 2019年4月11日  | ☆    | 2R      | KO      | ロレン・デル・カスティーリョ     | フィリピン        |                                                   |
| 24           | 2019年6月30日  | ☆    | 8R      | 判定3-0 | 勝田邦裕                         | 日本              | WBKアジアスーパーバンタム級王座決定戦             |
| 25           | 2019年11月19日 | ☆    | 4R      | 判定3-0 | ハム・ハムダン                   | インドネシア      |                                                   |
| 26           | 2019年12月28日 | ★    | 1R      | TKO     | 裘曉君                           | 中国              | IBOインターナショナルスーパーバンタム級王座決定戦 |
| 27           | 2022年11月26日 | ★    | 6R      | 判定0-3 | ラル・ディンディアナ             | インド            |                                                   |
| テンプレート |                |      |         |         |                                  |                   |                                                   |

## 獲得タイトル

### ボクシング
- 比国ルソン島フライ級王座
- タイ国バンタム級王座
- PATタイ国インターナショナルバンタム級王座
- WBFアジアスーパーフライ級王座
- WBCアジアバンタム級王座
- ABFアジアバンタム級王座
- WBKアジアスーパーバンタム級王座